# جرج فورستر (بازیکن فوتبال، زاده ۱۹۲۷)
جرج فورستر (انگلیسی: George Forrester؛ ۸ ژوئن ۱۹۲۷ – ۲۵ سپتامبر ۱۹۸۱) بازیکن فوتبال اهل بریتانیا بود.
از باشگاه‌هایی که در آن بازی کرده‌است می‌توان به باشگاه فوتبال آکسفورد یونایتد، باشگاه فوتبال گیلینگام، باشگاه فوتبال وست برومویچ آلبیون، و باشگاه فوتبال ردینگ اشاره کرد.